# Eichendorffstraße 19 (Magdeburg)

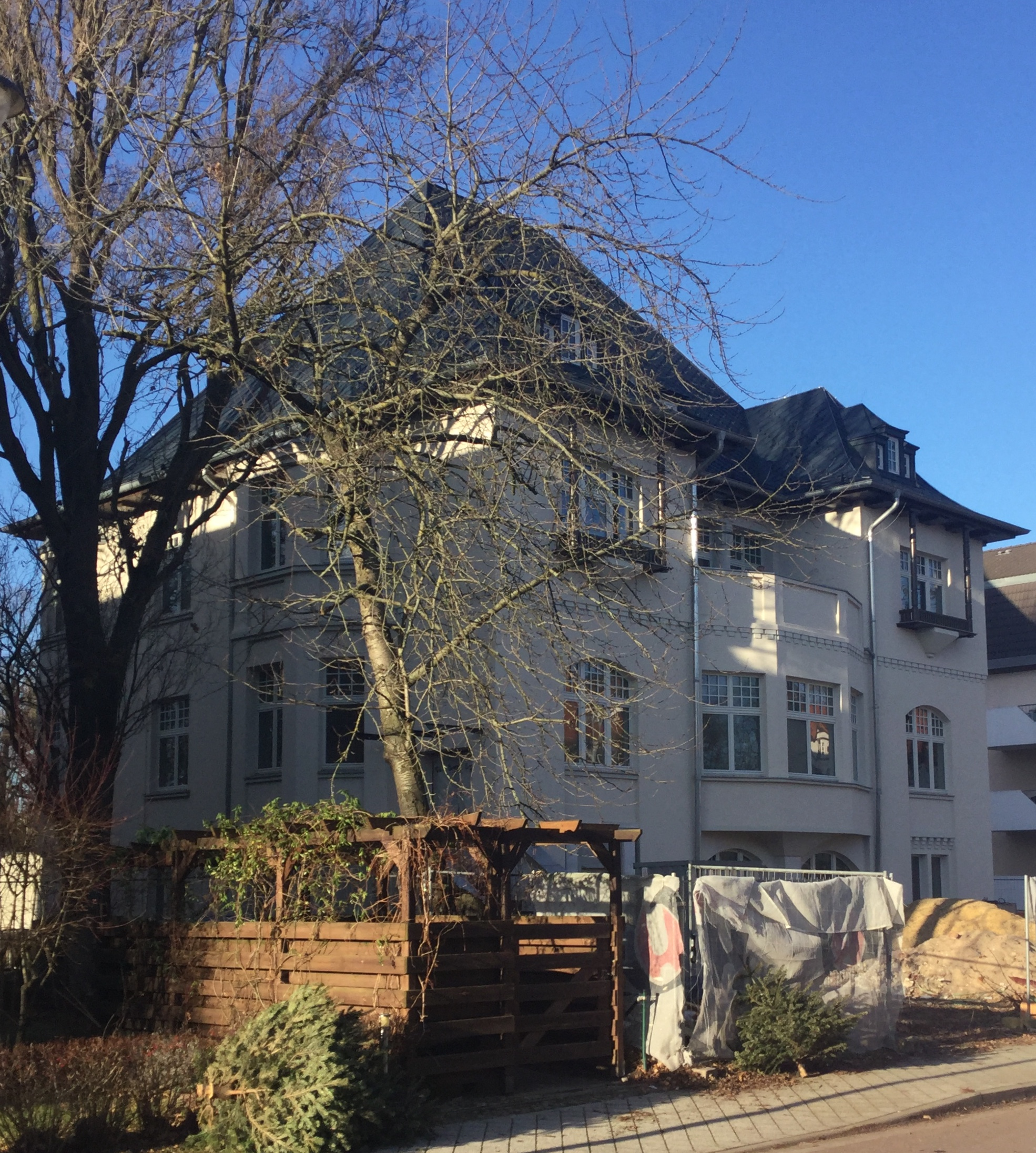
Villa Eichendorffstraße 19, Blick von Südosten, 2018

Das Gebäude Eichendorffstraße 19 ist eine denkmalgeschützte Villa im Magdeburger Stadtteil Herrenkrug in Sachsen-Anhalt.

## Lage
Sie befindet sich auf der Westseite der Eichendorffstraße, gegenüber der Einmündung der Hauffstraße.

## Architektur und Geschichte
Die auf einem quadratischen Grundriss errichtete repräsentative Villa entstand im Jahr 1911 nach Plänen des Baumeisters Behrendt. Die vier Fassaden des Hauses sind jeweils unterschiedlich gestaltet. Sie werden von Vorsprüngen in Form von Risaliten und verschieden ausgeführten polygonalen Erkern geprägt. Die zur Straßenseite gerichtete Ostfassade wird von zwei, an gedrungene Türme erinnernden Risaliten dominiert. Zwischen ihnen besteht eine polygonale aus der Gebäudefront hervortretende Eingangsloggia. Oberhalb der Loggia ist ein Balkon angeordnet. Ein seitlicher Treppenaufgang ist an der südlichen Seite der Ostfassade angeordnet. Nach Westen zum Garten hin befindet sich ein breiter Mittelrisalit. Die Gliederung der Fassade erfolgt durch zum Teil asymmetrisch, im Geschmack der Bauzeit malerisch, angeordnete große Kolossalsäulen.
Die Gestaltung erfolgte im Stil des Neoklassizismus, wobei schmückende Elemente nur sehr zurückhaltend eingesetzt wurden. Markant ist das hervorgehobene Konsolgesims, dessen Konsolplatte deutlich vorsteht. Als zierende Elemente kommen zum Teil in einem ägyptischen zum Teil in einem neoromanischen Stil gestaltete Kapitelle aber auch Erker und hölzerne Fensterädikulä zum Einsatz. Das Gesamterscheinungsbild ist von einem zum Teil ins Extreme gesteigerten Eklektizismus. Bedeckt ist der Bau von einem steilen Walmdach.
Im Erdgeschoss des Hauses sind um eine zentrale Dielenhalle Wohn- und Gesellschaftsräume angeordnet. Das obere Stockwerk beherbergt Schlaf- und Wohnräume. Die im Gebäudeinneren befindliche Treppenhalle ist großzügig geschnitten und erstreckt sich mit üppig gestalteter Arkadenarchitektur über beide Stockwerke. Die wuchtigen Säulen sind zum Teil mit neoromanischen Kapitellen versehen. Andere Gestaltungselemente wie Türen, Treppengeländer und der Stuck sind im Stil des späten Jugendstils mit Elementen des Neoklassizismus gestaltet. Insgesamt orientiert sich der Bau am Magdeburger Jugendstil, in der Ausprägung der Kunstgewerbe- und Handwerkerschule Magdeburg unter Albin Müller.
Seit dem Abzug der im Herrenkrug stationierten Westgruppe der Truppen (WGT) im Jahr 1994 stand das (ehem. Offiziers)Gebäude leer und verfiel zusehends. Zwangsversteigerung und mehrfacher Eigentümerwechsel erschwerten bzw. verhinderten eine Revitalisierung der vom Abgang bedrohten Wohnbrache. Ab Mai 2015 erfolgt eine umfassende, denkmalgerechte Sanierung.
Im örtlichen Denkmalverzeichnis ist die Villa unter der Erfassungsnummer 094 71119 als Baudenkmal verzeichnet.
Die Villa gilt als wichtiges Beispiel für die großbürgerliche Wohnkultur und der Villenarchitektur vom Anfang des 20. Jahrhunderts.